# Száll József
Száll József (Budapest, 1921. június 16. – Milánó, 2004) magyar kommunista diplomata, nagykövet, 1970-ben politikai menedékjogot kért Olaszországban. Ezután még évekig lebegtette hazatérési szándékát, de ez végül nem valósult meg.  A Legfelsőbb Bíróság 1973. április 10-én távollétében, zárt tárgyaláson hazaárulásért 15 évi börtönre ítélte.

## Élete
Érettségi után a Központi Statisztikai Hivatal tisztviselője lett, statisztikus szakképzettséget szerzett. Munkája mellett egyetemi tanulmányokat folytatott; a háború ideje alatt három jogi illetve közgazdasági egyetemi szemesztert végzett el. Angol, francia, német nyelvismeretet szerzett.
Fiatalon bekapcsolódott a kommunista mozgalomba, és a MADISZ (Magyar Demokratikus Ifjúsági Szövetség) elnökhelyettese lett. 1945. januárjától szeptemberig a Szabad Nép munkatársa volt, majd a Magyar Kommunista Párt megbízásából a Külügyminisztériumba ment előadónak. A tehetséges fiatal diplomata karrierje gyorsan ívelt felfelé, már 1946-ban I. o. titkár lett a berni követségen, 1949 és 1950 között első beosztott, azaz a követ helyettese is volt. Bernbe utazása előtt Rákosi Mátyás is fogadta, elbeszélgetett vele a teendőkről. Amint azt jóval később elmondta, egyik feladata volt a Svájcban a háború miatt letétbe helyezett pénz és arany hazajuttatása. Ezt a feladatot sikerrel elvégezte egy ottani ügyvéd segítségével.
Száll József maga nem volt hivatásos hírszerző tiszt, nem szolgált az ÁVH vagy a későbbi Belügyminisztérium III. Főcsoportfőnökség állományában sem, de a párthűség alapján, majd nagyköveti beosztása révén együttműködött a titkosszolgálatokkal. Így aztán Rákosi „személyes útmutatásai” szellemének megfelelően bizonyos szerepet feltehetően játszott a Rajk-ügyben.
Hazatérése után a Külügyminisztérium központjában főosztályvezető-helyettes, a Tájékoztatási Főosztály megbízott vezetője volt (1950-1956). 1956-ban tanácsossá léptették elő és kihelyezték a pekingi nagykövetségre első beosztottnak  (1956-1958). Pekingben a képzetlen Szkladán Ágoston, majd a diplomáciai tapasztalatokkal nem rendelkező politikus Nógrádi Sándor nagykövetsége alatt jelentős szerepet játszott kínai-magyar kapcsolatok fejlesztésében. Ambícióit mutatja, hogy a szolgálati utat megkerülve, 1957 augusztusában közvetlenül intézett levelet Kádár Jánoshoz, amelyben részletezte elképzeléseit a magyar külpolitikai fő irányait illetően, és a pártvezető figyelmébe ajánlotta saját személyét.
1958-1959-ben újra a központban dolgozott, feladata egy külügyi tudományos-elemző munkaközösség megszervezése volt, majd 1959 augusztusától 1960 végéig tanácsosi rangban Magyarország képviselője lett Párizsban az UNESCO mellett. 1960-ban nagyköveti rangot kapott és a djakartai nagykövetség vezetésével bízták meg. 1962-től a római magyar követség, majd 1964-től nagykövetség vezetője volt egészen 1970 nyaráig, amikor hazatérve a külügyminiszter személyes tanácsadója lett.
Száll a korabeli gyakorlattól eltérően, négy-öt év helyett tíz évet töltött egyhuzamban külföldön, ebből nyolc évet a kiemelkedően jó posztnak számító Rómában. Ez arról tanúskodik, hogy kitűnő hazai politikai kapcsolatai voltak. Ugyanakkor fokozatosan ismertté vált Budapesten, hogy nagyköveti posztját szabálytalan üzletelésre, anyagi haszonszerzésre is felhasználta. Nagynénje segítségével közvetítőként lépett fel a magyar állami vállalatok és olasz cégek között. A hazahozott nagy mennyiségű textiláruval anyósa üzérkedett. Erre a tevékenységére Aldo Moro olasz külügyminiszter 1970. májusi budapesti látogatásán során is fény derült. Hazatérése után valószínűleg vizsgálódás indult ellene, minden bizonnyal ezért nem kapott önálló vezetői posztot, csak egy tanácsadói beosztást.

## Disszidálása
A Szabad Európa Rádió 1970. augusztus 8-án, magyarországi híreiben hosszabb kompromittáló cikket közölt róla Száll József: egy kommunista diplomata arcéle címen, amelyben gazdasági bűncselekmények elkövetésével gyanúsították meg. Október 3-án az MSZMP KB külügyi osztályának a vezetője és az illetékes külügyminiszter-helyettes felvilágosítást kért Szálltól az ügyeivel kapcsolatban. Száll másnap Csehszlovákia és Ausztria érintésével családjával együtt Olaszországba menekült, ahol politikai indokokra hivatkozva az olasz titkosszolgálatok védelme alá helyezte magát.
Rómába érkezése után azonban már október 5-én telefonon felhívta a római magyar nagykövetet és találkozót kért. Október 8-án a római nagykövet a Szent Péter-bazilikában találkozott vele. Száll kérte kinti tartózkodásának legalizálását, de nemleges választ adott a hazatérésre való felszólításra.
Szállt hónapokon át kérdezték ki az olasz biztonsági szervek, majd 1971 elején az Egyesült Államokba vitte a CIA. A család a CIA vendégszeretetét élvezte egy Washington melletti „safe house”-ban. Kedvesen bántak velük, színházi előadásokra és múzeumokba járhattak, de el voltak zárva a barátoktól, vagy a nem CIA-tisztviselőkkel tartott kapcsolatoktól. A CIA felajánlotta, hogy megkönnyíti nekik letelepedésüket az Egyesült Államokban, de Száll József bizonytalan volt e tekintetben, végül az amerikai titkosszolgálat segítségével visszarepült Európába. Először Svájcban álltak meg, ahol a svájci rendőrség mindazt kérte, amit az olaszoknak és az amerikaiaknak elmondott, de a svájciak kíváncsiságának a kielégítésére nem volt hajlandó, ezért kiutasították. Svájcból Bécsbe ment, ahonnan érintkezésbe lépett a magyarországi hivatalos személyiségekkel abban reménykedve, hogy megbocsátanak nekik és megengedik, hogy hazatérjenek egy megbecsült pozícióba.
Száll hazatérési szándékának bejelentése után a magyar hírszerzés, a Belügyminisztérium III/I. Csoportfőnöksége javaslatot terjesztett elő Szállék legalább 72 órás őrizetbe vételére, hogy beszámoltassák őket külföldi kihallgatásaikról, az általuk átadott államtitkokról. „Az ügyük kivizsgálását a Belügyminisztérium III. Főcsoportfőnökség III/1, a vizsgálati osztály hajtsa végre. Őrizetbe vétel konspirált vagy nyitott formában, előző esetben a kihallgatásokra konspirált villában, utóbbi esetben a BM III/1-es osztályon kerüljön sor.”
A Bécsben a magyar nagykövetség munkatársaival folytatott megbeszélések során Száll előtt végül világossá vált, hogy bár eljárási kegyelmet ajánlottak neki, nem reménykedhet teljes megbocsátásban, ezért lemondott hazatérési szándékáról. A Legfelsőbb Bíróság 1973. április 10-én zárt tárgyaláson Száll Józsefet hazaárulásért 15 évre ítélte, míg felesége hazatérés megtagadásáért 3 évet kapott. Felesége szülei visszakapták a korábban zár alá vett tulajdonukat. 
1975. január 21-én Száll az Olasz Kommunista Párt külügyi osztálya vezetőjén keresztül kérte, hogy felesége szülei kiutazhassanak hozzájuk. Erre sor is került, majd három évvel később Száll azt kérte OKP-n keresztül, hogy hazatérni szándékozó apósa erre engedélyt kapjon.
Száll neve később a jobboldali P2 szabadkőműves páholy kapcsán Olaszországban kirobbant botrányban is szerepelt. 
Száll Józsefet nem rehabilitálták, és soha nem adott magyarázatot a SZER írásában elhangzott korrupciós vádakra.

## Kitüntetései[* 2]
- Magyar Népköztársasági Érdemrend V. fokozata, 1952
- Munka Érdemrend, 1959
- Szocialista Hazáért Érdemrend, 1967
- Felszabadulási Jubileumi Emlékérem, 1970